# Marek Dukaczewski
Marek Dukaczewski (ur. 9 kwietnia 1952 w Ciechanowie) – generał brygady Sił Zbrojnych RP, oficer służb specjalnych PRL i III RP. Podsekretarz stanu w Kancelarii Prezydenta RP Aleksandra Kwaśniewskiego. Szef Wojskowych Służb Informacyjnych w latach 2001–2004 i 2004–2005.

## Życiorys
Jego rodzicami byli Zdzisław Dukaczewski (ur. 1926) i Jadwiga z domu Mirosz (1930–2017). Matka była pracownicą Wojewódzkiego Urzędu Bezpieczeństwa Publicznego w Warszawie, ojciec pracował na stanowiskach w WUBP w Warszawie oraz jako szef Powiatowego Urzędu Bezpieczeństwa Publicznego w Ciechanowie w stopniu porucznika.
Od 1961 należał do Związku Harcerstwa Polskiego. W latach 1966–1971 uczęszczał do Technikum Nukleonicznego w Otwocku. Od 1966 był działaczem Związku Młodzieży Socjalistycznej, gdzie sprawował kolejno funkcje przewodniczącego koła, wiceprzewodniczącego Zarządu Szkolnego ds. ideowych oraz przewodniczącego Zarządu Szkolnego oraz Koła Młodzieży Wojskowej (członek Zarządu Koła, instruktor Komendy Chorągwi Mazowieckiej, członek Wojewódzkiego Kręgu Instruktorskiego). Należał do Związku Socjalistycznej Młodzieży Polskiej oraz Polskiej Zjednoczonej Partii Robotniczej (do której wstąpił w 1975).
Od września 1971 pełnił służbę w Wojsku Polskim. Absolwent studiów z wynikiem bardzo dobrym na Wydziale Cybernetyki Wojskowej Akademii Technicznej (1976) oraz w Podyplomowym Studium Zagranicznym przy Polskim Instytucie Spraw Międzynarodowych (studiował tam w latach 1992–1993).
Był oficerem wywiadu wojskowego PRL i III RP. Pracował w Zarządzie II Sztabu Generalnego WP. W latach 80. brał udział w operacjach wywiadowczych w Stanach Zjednoczonych i Izraelu. Uczestniczył w kursach GRU w Moskwie (od lipca do sierpnia 1989) (później Dukaczewski określił je jako „dwumiesięczne seminarium”). Jako żołnierz Zarządu II SG WP miał kryptonim „Speedy”. W okresie PRL dosłużył się stopnia majora.
Od 1990 do 1992 pełnił funkcję attaché wojskowego w Norwegii. W latach 1992–1997 był głównym specjalistą w WSI. 3 marca 1997 został powołany na funkcję podsekretarza stanu w Kancelarii Prezydenta Aleksandra Kwaśniewskiego, z oddelegowaniem do pracy w Biurze Bezpieczeństwa Narodowego, 28 grudnia 2000 został powołany na stanowisko zastępcy szefa BBN, Marka Siwca, którą pełnił do listopada 2001. Od listopada 2001 do 14 grudnia 2005 szef Wojskowych Służb Informacyjnych. 15 sierpnia 2002 Prezydent RP Aleksander Kwaśniewski awansował go na generała brygady. Został prezesem Stowarzyszenia „SOWA”, skupiającego żołnierzy rezerwy i w stanie spoczynku oraz pracowników byłych Wojskowych Służb Informacyjnych, a także innych wojskowych i cywilnych służb specjalnych. W 2012 został prezesem zarządu Int Corps sp. z o.o.
Jego nazwisko znalazło się na liście Wildsteina.

## Życie prywatne
Ma syna Marcina (ur. 1978). Jego żoną była Magdalena Fitas-Dukaczewska, tłumaczka, pracująca dla rządów RP oraz do 2008 dla prezydenta RP Lecha Kaczyńskiego.

## Ordery i odznaczenia
- Krzyż Kawalerski Orderu Odrodzenia Polski (2002)[40]
- Złoty Krzyż Zasługi (1994)[41]
- Złoty Medal „Siły Zbrojne w Służbie Ojczyzny”
- Złoty Medal „Za zasługi dla obronności kraju”
- Medal Pamiątkowy Ministra Obrony Republiki Słowackiej I klasy (Słowacja)